# Illes Banyak

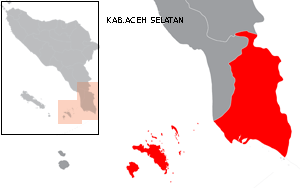
Localització de les Illes Banyak a Aceh

Les Illes Banyak, formen un arxipèlag de 99 illes que es troba a uns 160 km de la costa est de Sumatra, a Indonèsia. a la part oriental de l'oceà Índic, al nord de Nias i al sud-est de Simeulue.

## Geografia

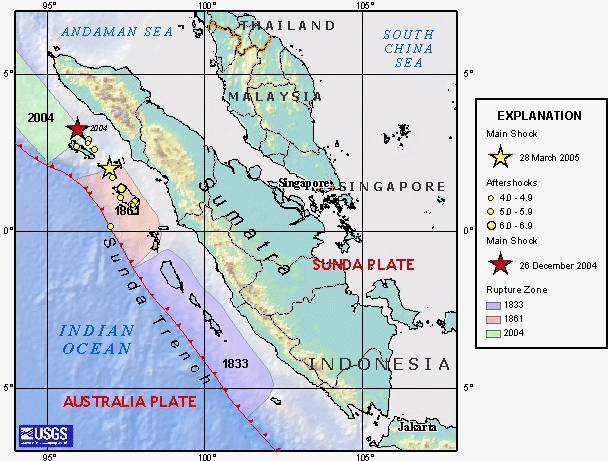
Representació de les zones amb terratrèmols a l'oest de Sumatra, incloent el terratrèmol de Sumatra de 2005.

Es tracta d'un conjunt de 99 illes tropicals amb palmeres, terra fina i aigües transparents formada per corall que es troben majoritàriament deshabitades pels humans. El conjunt d'illes tenen una altitud mitjana de 159 msnm.
Administrativament, es divideixen en dos kecamatan d'Aceh Singkil, dins de la regència de Aceh. El primer kecamatan és Pulau Banyak i es troba a la part oriental de l'arxipèlag i inclou les illes de Balei i Ujung Batu Palambak. El segon, és Pulau Banyak Barat i es troba a la part occidental de les illes.
L'illa més gran és Tuangku i la ciutat principal és Haloban. La segona per ordre de grandària és Bangkaru. Les dues ciutats estan separades entre elles per una falla. Pel que fa a població, l'illa amb més habitants és l'Illa de Balai, una illa de mida petita. Únicament Tuangku, Bangkaru Bago i Balai tenen una població significativa.
Nias i Simeulue juntament amb les illes Banyak van ser les més afectades pel terratrèmol de Sumatra del 28 de març de 2005 de magnitud 8,7 M L en la escala de Richter que va assolar la costa oest de Sumatra.
L'arxipèlag és un punt de trobada per a surfistes i bussejadors.

## Noms locals
Segons la zona, les Illes Banyak també poden ser conegudes amb els següents noms:
- Banjak-Eilanden.
- Kepulauan Baniak.
- Kepulauan Banjak.
- Kepulauan Banyak.
- Pulau-Pulau Banjak.
- Pulau-Pulau Banyak.